# Tolslakken
Tolslakken (Euconulidae) zijn een familie van weekdieren uit de klasse van de Gastropoda (slakken).

## Geslachten
- Coneuplecta Möllendorff, 1893
- Diastole Gude, 1913
- Kaliella Blanford, 1863
- Kororia H. B. Baker, 1941
- Lamprocystis Pfeffer, 1883
- Microcystis Beck, 1837
- Rahula Godwin-Austen, 1907

## In Nederland waargenomen soorten
In Nederland worden twee soorten uit deze familie waargenomen.
- Genus: Euconulus
  - Euconulus alderi - (Moeras-tolslak)
  - Euconulus fulvus - (Gladde tolslak)